# Lumen (biologi)
Lumen är ett begrepp inom anatomi som kan översättas med "hålrum". Ursprunget är latin för 'öppning' och 'ljus' (pluralis lumina).

## Lumen i zoologin
Bland de lumina som förekommer i djurs och människors kroppar kan nämnas bronkernas passage genom lungorna, det inre av mag-tarmkanalen, och håligheten i det inre av alla större blodkärl (innanför tunica interna).

## Lumen i övriga vetenskaper
Begreppet har även generaliserats till att omfatta alla typer av hålrum inom biologin, till exempel det cellbiologiska hålrum som endoplasmatiska nätverket skapar, eller det ihåliga utrymmet i mitten av en död växtcell, exempelvis en trakeid.